# Rio (Amatrice)
Rio (Villa Rio of Villa Rivo) is een plaats van de gemeente Amatrice in de provincie Rieti. Het ligt op ongeveer 6 kilometer van de hoofdplaats. Rio ligt op 930 meter hoogte en bevindt zich binnen de grenzen van het beschermde gebied van het Gran Sasso e Monti della Laga National Park, nabij de Fosso Caporio.

Op 24 augustus 2016 werd Rio zwaar beschadigd, met 90 procent van de gebouwen die werden verwoest, als gevolg van de aardbeving in Midden-Italië in augustus 2016.

## Bezienswaardigheden
- Oratorium Onze-Lieve-Vrouw van Loreto: gebouwd aan het einde van de 16e eeuw door de Orsini, heren van Amatrice. Na de aardbeving is het gedeeltelijk ingestort[3].
- Planten zeldzaam: langs de beek Fosso Caporio zijn er eikels van de berk met wratten (Betula pendula)[4].